# Dillon Dingler
Francis Dillon Dingler (Massillon, Ohio, 17 de septiembre de 1998), más conocido como Dillon Dingler, es un jugador profesional estadounidense de béisbol que se desempeña en la posición de cácher en Detroit Tigers, equipo de las Grandes Ligas de Béisbol (MLB).

## Carrera
En 2024, Dingler hizo su debut en la MLB con el equipo Detroit Tigers, donde lleva jugando una temporada.